# Sahara (Ommen)
De Sahara is een zandverstuiving in de boswachterij Ommen.
Het gebied ligt ten oosten van Ommen, nabij de buurtschappen Zeesse en Junne. Vroeger behoorde het tot het zuidelijker gelegen Landgoed Eerde. Door begrazing met schapen en het afplaggen van heide, ontstond er veel kale, onbegroeide grond. Onder invloed van wind ontstonden grote zandverstuivingen, die een bedreiging vormden voor omliggende buurtschappen. Rond 1840 heeft Baron van Pallandt van Eerde besloten om het gebied te bebossen, om zo verdere verstuiving tegen te gaan. Het overgrote deel van de voormalige zandverstuivingen is nu met bos begroeid. Het huidige reliëf in omgeving van de Sahara bestaat voornamelijk uit niet meer actieve stuifduinen. Door intensieve betreding (recreatie) blijft de Sahara open. Een tweetal nabijgelegen stuifzandvlaktes, een in Junne en de achter de Sahara gelegen en ooit grotere "Kalahari", raakten in de loop der jaren steeds meer begroeid met algen en pioniervegetaties die het zand vasthouden, waarna er ook heide en naaldbomen in het gebied opkwamen.

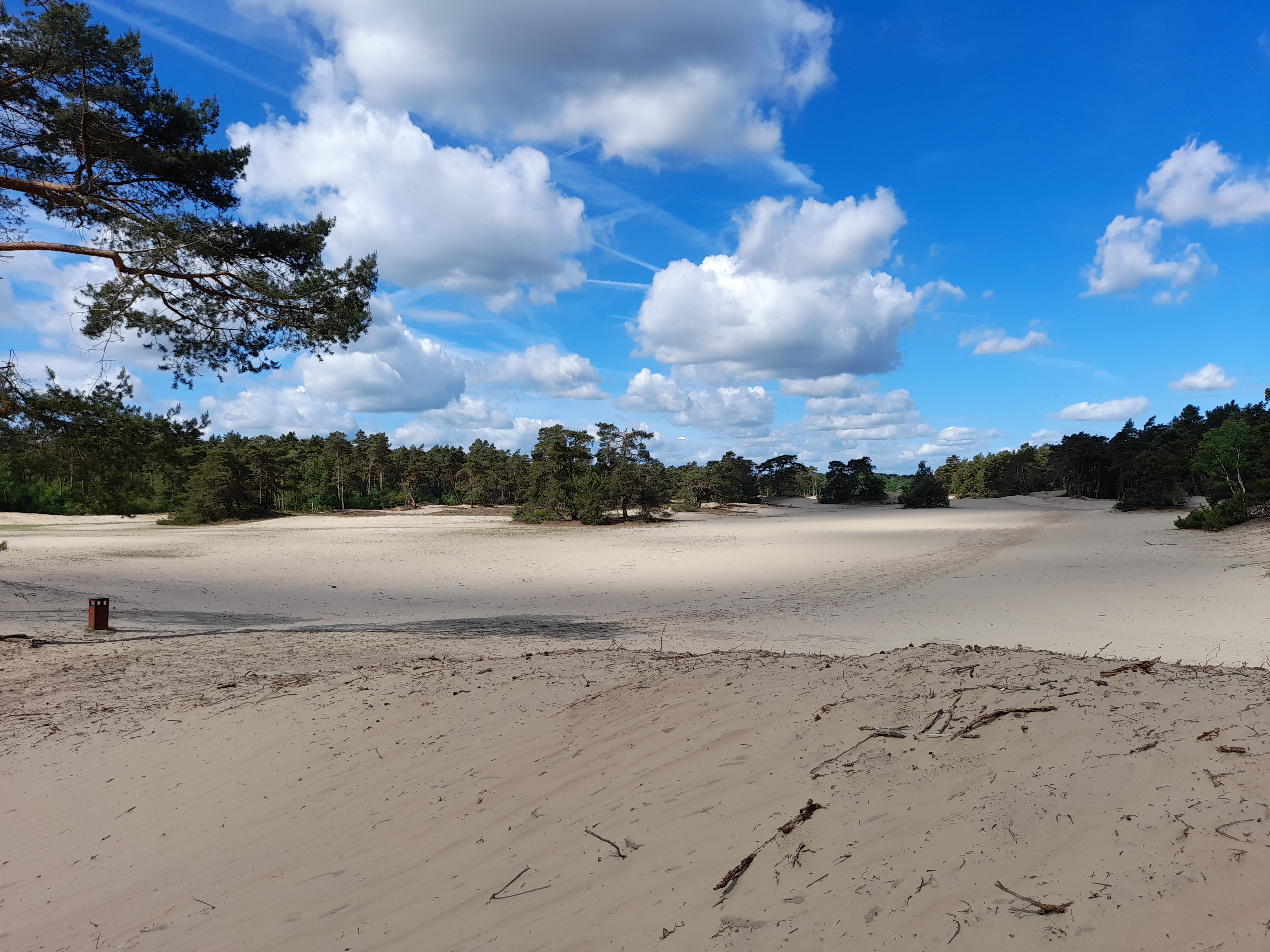
Zicht op de Sahara zandverstuiving bij Junne, gezien vanaf de oostelijke rand

Om de verstuivingen te behouden en zelfs uit te breiden is er door Staatsbosbeheer tussen 2018 en 2020 bos gekapt en is 14 hectare afgeplagd. De Sahara is daarmee verbonden met de "Kalahari" en vormt nu een veel grotere zandverstuiving waar eolische processen weer actief kunnen worden.. Enkele jaren later is ook de zandverstuiving in de Heetdelle op Landgoed Junne ontdaan van vegetatie en vergroot door kap van omliggend bos.